# Lucius Junius Brutus
Lucius Junius Brutus var grundlægger af den romerske republik og en af consulerne i 509 f.Kr.
Ifølge Livius blev republikken grundlagt, da den sidste konge af Roma, Lucius Tarquinius Superbus, blev jaget fra byen. Kongens søn Sextus Tarquinius skal have voldtaget  adelskvinden Lucretia. Hun skal have bedt sin familie og slægtninge om at tage hævn, før hun tog sit eget liv. Hendes slægtninge skal have startet et oprør, som endte med, at kongefamilien blev udvist fra Rom og sendt i eksil til Etrurien.
Lucretias enkemand, Lucius Tarquinius Collatinus og hendes bror, Lucius Junius Brutus, blev valgt til de første konsuler i den nye republik.
Marcus Junius Brutus, som med til at dræbe Julius Cæsar, hævdes at nedstamme fra Lucius Junius Brutus.